# Lamela (Silleda)
Lamela (llamada oficialmente San Miguel de Lamela) es una parroquia que se localiza en el ayuntamiento de Silleda. Según el Instituto Gallego de Estadística, en 2010 contaba con 280 habitantes (150 mujeres y 130 hombres), distribuidos en 11 entidades de población, lo que significa una disminución con relación al año 1999 cuando contaba con 330 habitantes.

## Toponimia
El orónimo Lamela es un topónimo que proviene del latín lama , e indica un lugar con barro.

## Patrimonio
Destacan la iglesia de San Miguel, la ermita de San Marcos y la fuente de Peroxa. Además, en esta parroquia tuvo su sede la Banda de música de Lamela durante el siglo XIX.
En esta parroquia nació la actriz Maisa Ouzande.

## Lugares
- Barravaite
- A Brea
- A Casela
- A Codeseira
- A Gandarela
- A Goleta
- Gorís
- A Peroxa
- Santa Cristina
- A Arboleda
- Vilariño